# Alphonse Jobert
Pour les articles homonymes, voir Jobert.
Alphonse Pierre Hippolyte Dousson (17 décembre 1852 à Paris - 28 février 1921 à Paris), dit le docteur Alphonse Jobert, est un personnage français qui prétendait détenir le secret pour changer le plomb en or.
Il donne en 1905 une interview au journal Je sais tout dans lequel il proclame pouvoir fournir à l’État par des opérations alchimiques « Trente milliards en dix ans » pour éteindre la dette publique.
Fort de cette exposition médiatique, il s'en sert pour extorquer aux naïfs de l'argent pour « continuer ses recherches » ce qui lui vaut d'être condamné en 1912 par le tribunal correctionnel de Paris.
Il avait en outre acquis le domaine du donjon d'Ambleny dans l'Aisne dont il parvint, durant trente ans, à différer le paiement. À sa mort, le domaine fut restitué aux précédents propriétaires.